# Erik Bernström
Erik Andreas Bernström i riksdagen kallad Bernström i Djursholms Ösby, född 27 augusti 1875 i Göteborg, död 3 oktober 1954 i Bromma, var en svensk direktör och politiker (Lantmanna- och borgarepartiet). Han var brorson till John Bernström.
Bernström blev kapten i armén 1904. Han var 1915–1922 direktör för AB Separator och därefter statens jourhavande direktör för AB Vin- & Spritcentralen från 1925.
Han var stiftande medlem av Klubben Brunkeberg.
Bernström var riksdagsledamot i andra kammaren för Stockholms läns valkrets 1925–1928. Han var ledamot av flera offentliga kommittéer, däribland 1917 års bankkommitté och 1926 års arbetslöshetskommitté.  Han skrev i riksdagen 17 egna motioner med koncentration på försvarets problem, t ex underhållet av flottans fartyg och byggnader.